# Zamość Północny
Zamość Północny – stacja kolejowa w Sitańcu, w województwie lubelskim, w Polsce.
Powstała przy linii LHS ok. 1990 i mieści się w pobliżu Obwodnicy Hetmańskiej Zamościa (obwodnicy dróg krajowych nr 17 i 74, ul. Legionów, tuż za północną granicą miasta), od której jest dojazd do stacji. Stacja ta miała stać się głównym przystankiem kolejowym Zamościa. Wybudowano dwa perony, które były przeznaczone dla torów szerokich i torów normalnych (LHS–linia nr 65, PKP–linia nr 83). Powstał biurowiec dla dyrekcji LHS (zlikwidowany w 1999), miał stanąć budynek dworca i dworzec PKS. Linia nr 83 (rozebrana w okresie 1999–2003 na odcinku Zamość Bortatycze–Jarosławiec wraz z łącznicą linii nr 72 w 2004) miała zastąpić linię nr 72 umożliwiając w dalszym ciągu połączenie Zawady z Hrubieszowem. Było to potrzebne, aby skasować tory z terenu dawnych fortyfikacji Starego Miasta. Stacja Zamość Północny była używana tylko dla ruchu pasażerskiego po torach LHS do końca lat 90. XX w. Nie udało się przenieść ruchu pasażerskiego i towarowego z linii nr 72 na linię nr 83 i nie doszło do likwidacji toru ze Starego Miasta.
Obecnie stacja Zamość Północny jest całkowicie nieczynna.
Stacja Zamość Północ została rozebrana i zastąpiona Szerokotorową mijanką Zamość - Majdan LHS